# ميلتون والاس
ميلتون والاس هو عداء مسافات طويلة كندي، ولد في 1914، وتوفي في 20 أبريل 1995.

## وصلات خارجية
- ميلتون والاس على موقع أوليمبيديا (الإنجليزية)
- ميلتون والاس على موقع اتحاد ألعاب الكومنولث (مؤرشف) (الإنجليزية)